# الدوري الأيرلندي
الدوري الأيرلندي (بالإنجليزية: League of Ireland)‏ هو دوري كرة قدم في جمهورية أيرلندا تأسس في 1921–22. يعتبر نادي شامروك روفرز هو الأكثر فوزا به.

## وصلات خارجية
- الموقع الرسمي